# Sunset Beach (série télévisée)
Pour les articles homonymes, voir Sunset Beach.
Sunset Beach est un feuilleton télévisé américain en 755 épisodes de 45 minutes, créé par Aaron Spelling et diffusé entre le 6 janvier 1997 et le 31 décembre 1999 sur le réseau NBC.
En France, le feuilleton a été diffusé du 5 janvier 1998 au 27 juillet 2001 sur TF1 et rediffusé à partir du 18 septembre 2006 sur Fox Life. Au Québec, le feuilleton a été diffusé entre le 21 juin 1999 et le 12 juillet 2005 sur le réseau TVA.

## Synopsis
Lorsqu'elle surprend son fiancé Tim dans une situation compromettante avec la demoiselle d'honneur, Meg Cummings quitte son Kansas natal pour trouver l'amour à Sunset Beach en la personne de son correspondant internaute, SB. Elle ignore cependant qu'il s'agit de Ben Evans, un riche et ténébreux veuf endurci par le chagrin du deuil de sa première épouse, Maria Torres, portée disparue lors d'un accident en mer et dont l'un des frères, Ricardo,devenu inspecteur de police, et ayant des allures de playboy, tient Ben pour responsable du drame, et le soupçonne même du pire.
Pendant ce temps, Annie Douglas, rousse plantureuse et manipulatrice, n'en peut plus de la présence de son détestable père, l'impitoyable et antipathique Del Douglas, fondateur de la "Liberty Corporation" et qui semble dissimuler pas mal de sombres secrets. Aussi, lorsqu'il est assassiné, Annie n'est-elle pas soupçonnée de meurtre...
Sunset Beach met en scène la vie de riches et de moins riches californiens aux destins parfois tragiques et mouvementés tels le puissant et parfois machiavélique Gregory Richards, marié à la fragile Olivia, quasi-alcoolique, formant un couple peu heureux, étant parents de Caitlin (particulièrement surprotégée par Gregory) et Sean (en conflit quasi-constant avec son père), ainsi que Tim Truman, le fiancé infidèle de Meg qui fera tout pour pourrir l'histoire d'amour naissante entre Ben et Meg, quitte à s'allier à Annie (secrètement amoureuse de Ben dans les débuts du feuilleton)... Ce n'est là que quelques exemples de la vie mouvementée des habitants de Sunset Beach, entre complots, secrets, rivalités familiales, meurtres et autres vengeances, sous des apparences ensoleillées...

## Distribution
| Acteur                        | Rôle                                                          | Dates                | Doublage français    |
| ----------------------------- | ------------------------------------------------------------- | -------------------- | -------------------- |
| Timothy Adams                 | Casey Mitchum                                                 | 1997-1999            | Marc Saez            |
| Denise Alexander              | Sœur Béatrice                                                 | 1997-1998            | Christine Pâris      |
| Elizabeth Alley               | Melinda Fall                                                  | 1998                 |                      |
| David Andriole                | Officier Spencer                                              | 1997-1999            |                      |
| Ana Auther                    | Dr. Luisa Estrada                                             | 1998-1999            |                      |
| Jennifer Banko-Stewart        | Tiffany Thorne #2                                             | 1997                 | Véronique Picciotto  |
| Peter Barton (en)             | Eddie Connors                                                 | 1997-1998, 1999      | Jérôme Rebbot        |
| Shawn Batten                  | Sara Cummings #2                                              | 1998-1999            | Valérie de Vulpian   |
| Sam Behrens                   | Gregory Richards Tobias Richards                              | 1997-1999            | Marc Bretonnière     |
| Fran Bennett (en)             | Chef Harris                                                   | 1997-1999            |                      |
| Brock Bozzani Gillian Bozzani | Trey Deschanel #1                                             | 1998-1999            |                      |
| Sarah Buxton                  | Anna Claire "Annie" Douglas Richards                          | 1997-1999            | Marie-Martine Bisson |
| Krissy Carlson                | Amy Nielsen                                                   | 1997-1998, 1998-1999 | Laëtitia Godès       |
| Christina Chambers            | Maria Teresa Torres Evans                                     | 1998-1999            | Murielle Naigeon     |
| Hank Cheyne                   | Ricardo Torres                                                | 1997-1999            | Lionel Tua           |
| Gerard Christopher            | Dr. Brock                                                     | 1998-1999            | Yves Beneyton        |
| Eddie Cibrian                 | Cole Deschanel #2                                             | 1997-1999            | Laurent Morteau      |
| Ashley Monique Clark          | Jaleen Muhammad                                               | 1997                 |                      |
| Margarita Cordova             | Carmen Torres                                                 | 1997-1999            | Francine Lainé       |
| Russell Curry                 | Dr. Tyus Robinson                                             | 1997-1999            | Adrien Antoine       |
| Kathryn Daley                 | Dr. Alison McRae                                              | 1997-1998            | Brigitte Virtudes    |
| Christopher Darden            | Les Gordon                                                    | 1999                 |                      |
| Vanessa Dorman                | Caitlin Richards Deschanel #1                                 | 1997-1998            | Laurence Sacquet     |
| Lesley-Anne Down              | Olivia Blake Richards                                         | 1997-1999            | Sylvie Ferrari       |
| Sandra Ferguson               | Jade Sheridan                                                 | 1997-1998            | Naïké Fauveau        |
| Adrienne Frantz               | Tiffany Thorne #1                                             | 1997                 | Véronique Picciotto  |
| Priscilla Garita              | Gabriela "Gabi" Martinez Torres                               | 1997-1999            | Victoire Theismann   |
| Jason George                  | Michael Bourne                                                | 1997-1999            | Denis Laustriat      |
| Charles Ging Gabriel Ging     | Trey Deschanel #2                                             | 1998-1999            |                      |
| Dax Griffin                   | Tim Truman                                                    | 1997-1999            | Olivier Korol        |
| Lisa Guerrero                 | Francesca Vargas                                              | 1998-1999            | Blanche Ravalec      |
| Joyce Guy                     | Mrs. Moreau                                                   | 1998-1999            | Laure Sabardin       |
| Ashley Hamilton               | Cole Deschanel #1                                             | 1997                 | Laurent Morteau      |
| Laura Harring                 | Paula Stevens                                                 | 1997                 | Nathalie Regnier     |
| Cristi Harris                 | Emily Davis                                                   | 1998-1999            | Caroline Lallau      |
| Susan Seaforth Hayes          | Patricia Steele                                               | 1999                 | Lucie Dolène         |
| Bonnie Hellman                | Stacey Krakowski                                              | 1997-1999            |                      |
| Kam Heskin                    | Caitlin Richards Deschanel #2                                 | 1998-1999            | Laurence Sacquet     |
| Kelly Hu                      | Dr. Rae Chang Young                                           | 1997                 | Élisabeth Fargeot    |
| Finola Hughes                 | Helena Greer                                                  | 1997                 | Anne Rondeleux       |
| Dominique Jennings            | Virginia Harrison                                             | 1997-1999            | Dominique Devals     |
| Sean Kanan                    | Jude Cavanaugh                                                | 1999                 | Damien Boisseau      |
| Andre Khabbazi                | Oscar Ruiz                                                    | 1997-1999            |                      |
| Nick Kiriazis                 | Père Antonio Torres                                           | 1998-1999            | Éric Etcheverry      |
| Mushond Lee                   | JoJo Muhammad                                                 | 1997                 |                      |
| Steven Vincent Leigh          | Wei-Lee Young                                                 | 1997                 | Bernard Bollet       |
| Lillian Lehman                | Lena Hart                                                     | 1997-1998            |                      |
| Barbara Mandrell              | Alex Mitchum                                                  | 1997-1998            | Anne Kerylen         |
| Marla Maples                  | Barbara Birch                                                 | 1999                 |                      |
| John Martin                   | Hank Cummings                                                 | 1997-1998, 1998-1999 | Michel Bedetti       |
| David Mathiessen              | Leo Deschanel                                                 | 1998-1999            |                      |
| Tracy Melchior                | Tess Marin                                                    | 1999                 | Catherine Privat     |
| Michael Melvin                | Capitaine Grogan                                              | 1997-1998            |                      |
| Kathleen Noone                | Bette Douglas Katzenkazrahi Duke Lankin Goodman Kennedy Davis | 1997-1999            | Michèle Bardollet    |
| V.P. Oliver                   | Jimmy Harrison #1                                             | 1997-1998            | Natacha Gerritsen    |
| Chase Parker                  | Benjy Evans                                                   | 1999                 | Odile Schmitt        |
| Sydney Penny                  | Meg Cummings #2                                               | 1999                 | Caroline Beaune      |
| Carol Potter                  | Joan Cummings                                                 | 1997-1998, 1998-1999 | Marion Game          |
| John Reilly (en)              | Del Douglas                                                   | 1997-1999            | Michel Le Royer      |
| Mark Ritter                   | Bernie Nielsen                                                | 1998                 | Thierry Buisson      |
| Clive Robertson               | Ben Evans Derek Evans                                         | 1997-1999 1998-1999  | Antoine Tomé         |
| Sandra Robinson               | Jade Sheridan                                                 | 1997-1998            | Naïké Fauveau        |
| Michael Sabatino (en)         | Phillip Vargas                                                | 1998                 | Luc Boulad           |
| Sherri Saum                   | Vanessa Hart                                                  | 1997-1999            | Dorothée Jemma       |
| Randy Spelling                | Sean Richards                                                 | 1997-1999            | Sébastien Desjours   |
| Jerry Springer                | Jerry Feller                                                  | 1999                 |                      |
| Nick Stabile                  | Mark Wolper                                                   | 1997-1998            | Thierry Redler       |
| James Storm                   | Charles Lakin                                                 | 1997-1998            |                      |
| Michael Strickland            | Brad Niklaus                                                  | 1998-1999            | Renaud Durand        |
| Gordon Thomson                | A.J. Deschanel                                                | 1998-1999            | François Leccia      |
| Constance Towers              | Julianna Deschanel                                            | 1997                 | Régine Blaess        |
| Jessica Tuck                  | Diane Wood                                                    | 1998                 | Catherine Privat     |
| Jack Wagner                   | Jacques Dumont                                                | 1997                 | Patrick Laplace      |
| Susan Ward                    | Meg Cummings #1                                               | 1997-1999            | Caroline Beaune      |
| Jeffery Wood                  | Jimmy Harrison #2                                             | 1998-1999            | Natacha Gerritsen    |
| Lauren Woodland               | Sara Cummings #1                                              | 1998                 | Valérie de Vulpian   |
| Leigh Taylor-Young            | Elaine Stevens                                                | 1997                 | Brigitte Morisan     |